# Klötze
Klötze est une ville allemande située dans l'arrondissement d'Altmark-Salzwedel et l'état (land) de Saxe-Anhalt.

## Géographie

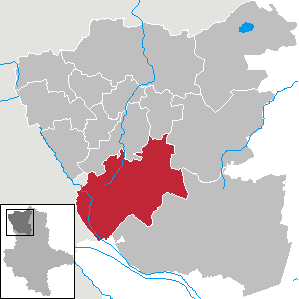
Situation de Klötze (en rouge) dans l'arrondissement d'Altmark-Salzwedel

## Histoire
Klötze est mentionnée pour la première fois dans un document officiel en 1144.

## Personnalités liées à la ville
- Paul Zimmermann (1854-1933), historien mort à Kunrau.
- Kurt Lichtenstein (1911-1961), journaliste mort à Klötze.
- Harald Jährling (1954-2023), rameur mort à Klötze.

## Jumelages
- Miłomłyn (Pologne)